# Émile Eudes

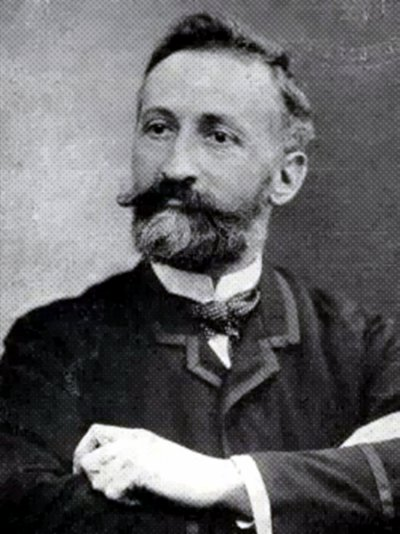
Emile Eudes

Émile Eudes (* 12. September 1843 in Roncey; † 5. August 1888 in Paris) war ein Anführer der Pariser Kommune.

## Leben
Émile Eudes war der Sohn von Jean-Baptiste Eudes, einem Hufschmied aus Ouville, und Céleste Potier, einer Wäscherin aus Granville. Er war das jüngste von sechs Kindern. Eudes besuchte das Collège von Saint-Lô, machte mit 17 Jahren sein Abitur und studierte anschließend Pharmazie in Paris, wo er seine spätere Frau Victorine Louvet kennenlernte. Zu dieser Zeit wohnte er in Plaisance. Er verkehrte in revolutionären Kreisen und bezeichnete sich selbst als Blanquisten, Freidenker und engagierten Antiklerikalen. Eine Zeitlang betrieb er eine Buchhandlung und er wurde Direktor der am 21. Oktober 1866 gegründeten Zeitschrift La Libre Pensée.

### Kommune
Am 14. August 1870 nahm er zusammen mit Gabriel Marie Brideau an dem vergeblichen Angriff der Blanquisten auf die Feuerwehrkaserne in La Villette teil, bei dem Waffen erbeutet werden sollten. Dafür wurde er trotz Gambettas Verteidigung ein erstes Mal zum Tode verurteilt. Er wurde im Gefängnis Sainte-Pélagie inhaftiert. Während der Gerichtsverhandlung weigerte sich Victorine Eudes, Auguste Blanqui, den Drahtzieher des Angriffs, anzuzeigen. Émile Eudes wurde in letzter Minute durch die Niederlage von Sedan gerettet.
Während der Belagerung von Paris durch die deutschen Truppen (September 1870 bis März 1871) wurde er Mitglied des republikanischen Zentralkomitees des 20. Arrondissements und Hauptmann des 138. Bataillons der Nationalgarde, wurde jedoch wegen seiner Teilnahme am Volksaufstand vom 31. Oktober abgesetzt.
Am 18. März 1871 eroberte er an der Spitze des Bataillons von Belleville das Rathaus der Stadt. Am 24. März ernannte ihn das Zentralkomitee der Nationalgarde zum Kriegsdelegierten. Am 26. März wurde er im 11. Arrondissement zum Mitglied des Zentralkomitees der Kommune gewählt. Auf seinen Vorschlag hin nahm die Versammlung den Namen „Kommune“ an. Er führte mit Unterstützung von Ranvrier und Avrial am 3. April 1871 einen der drei Ausbruchsversuche der Pariser Kommune zur Eroberung von Versailles an, wobei er eine Kolonne von 10.000 Mann und 8 Kanonen anführte. Dieser Versuch endete jedoch in einer Niederlage der Föderierten.
Er wurde zum General befördert und während der blutigen Woche kämpfte er auf den Barrikaden in der Rue de Rennes, an der Kreuzung des Roten Kreuzes, bevor er sich in das Rathaus des 11. Arrondissements zurückzog. Am 28. Mai war der Widerstand beendet.

### Exil und Rückkehr
Er entging nur knapp der Repression in Versailles und konnte mit Frau und Kindern in die Schweiz fliehen. Er wurde in Abwesenheit zum Tode verurteilt und flüchtete später nach London, wo er sich mit Karl Marx anfreundete. Um seinen Lebensunterhalt zu bestreiten, zog er nach Edinburgh und wurde unter dem Namen „Robert“ Französischlehrer an der Royal Naval School in Yarmouth, einer Einrichtung, die der Elite der aristokratischen Jugend Großbritanniens vorbehalten war.

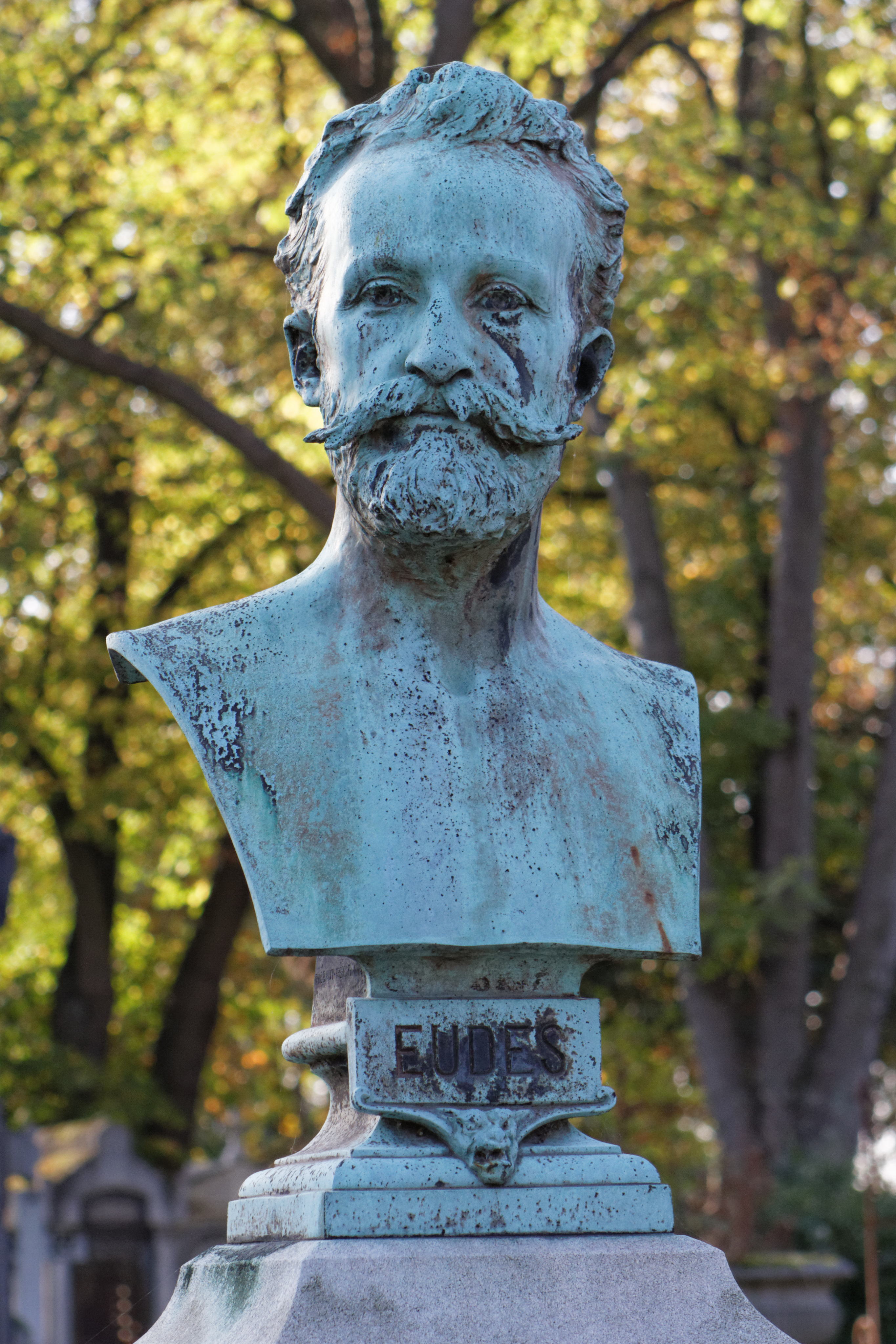
Père Lachaise, Division 91, Eudes

Nach der Amnestie vom 3. März 1879 kehrte er nach Paris zurück, wo er seine revolutionären Aktivitäten schnell wieder aufnahm, indem er die Vereinigung Ni Dieu, ni Maître (Weder Gott noch Herr) gründete und Vizepräsident der Ligue pour l’abolition de l'armée permanente (Liga für die Abschaffung des stehenden Heeres) wurde. 1881 gründete er das Comité révolutionnaire central, um Blanquis Kampf fortzusetzen. Dank der Großzügigkeit von Henri Rochefort wurde er Chefredakteur von L’Homme libre und setzte seinen revolutionären Kampf fort. Er starb an einem Herzinfarkt, als er eine Rede vor streikenden Arbeitern hielt. Seine Beerdigung auf dem Friedhof Père-Lachaise (91. Division) wurde von einer riesigen Menschenmenge verfolgt und an seinem Grab erwiesen ihm Louise Michel und viele andere die letzte Ehre.